# Lucie Barma
Lucie Barma (Venise-en-Québec, 24 de septiembre de 1962) es una deportista canadiense que compitió en esquí acrobático, especialista en la prueba de acrobacias. Ganó dos medallas de bronce en el Campeonato Mundial de Esquí Acrobático, en los años 1986 y 1989.

## Medallero internacional
| Campeonato Mundial | Campeonato Mundial | Campeonato Mundial | Campeonato Mundial |
| Año                | Lugar              | Medalla            | Prueba             |
| ------------------ | ------------------ | ------------------ | ------------------ |
| 1986               | Tignes (Francia)   | Medalla de bronce  | Acrobacias         |
| 1989               | Oberjoch (RFA)     | Medalla de bronce  | Acrobacias         |